# Pumpkinhead: Asche zu Asche
Pumpkinhead: Asche zu Asche ist der dritte Teil der Pumpkinhead-Horrorfilm-Reihe. Der Film wurde in Rumänien gedreht und direkt auf DVD veröffentlicht.

## Inhalt
Als die Bewohner einer kleinen Stadt im Süden von Amerika herausfinden, dass der lokale Leichenbestatter Doc Fraser den Verstorbenen die Organe entnimmt und verkauft, anstatt die Leichen zu verbrennen, lassen sie die alte Hexe Haggis den Rachedämon Pumpkinhead beschwören. Dieser beginnt die für die Entweihung der Toten Verantwortlichen zu morden, während Doc Fraser versucht, diejenigen die Pumpkinhead anriefen, zu töten, um so auch den Dämon zu vernichten.

## Kritik
„Die Wiederbelebung eines Dämons, der vor 20 Jahren zum ersten Mal das Licht der Kinoleinwand erblickte, in einem in Rumänien billig heruntergedrehten Trivialfilm.“